# Овердабінг
Овердабінг (англ. overdubbing) — це техніка звукозапису, при якій звукові доріжки записуються по черзі, «накладаючись» на вже записаний матеріал.
Перше відоме використання техніки овердаббінгу відбулося наприкінці 1920-х років, на записах компанії Victor Talking Machine Company. Проте широке розповсюдження цієї техніки розпочалося після винаходу магнітної стрічки та магнітофонів. Одним з піонерів овердаббінгу вважається американський гітарист, новатор в області звукозапису й один із творців електрогітари Лес Пол, який наприкінці 1940-х років заснував власну студію звукозапису та експериментував із багатоканальним записом, використовуючи до восьми магнітофонів Ampex. У 1950-ті роки Лес Пол також винайшов пристрій, який отримав назву «Лес Полверайзер» (англ. Les Paulverizer), який дозволяв йому вмикати та вимикати сховані за сценою магнітофони під час концерту і, таким чином, використовувати овердаббінг не лише в студії, але й виступаючи наживо.
Овердабінг є альтернативою до техніки звукозапису, коли «живе» виконання композиції колективом одразу записується на плівку, або на один, або на декілька каналів; такий спосіб використовується як під час концертів, так і в студії. На відміну від цього, овердаббінг дозволяє записувати інструментальні та вокальні партії одна за одною; для підтримання усталеного темпу може використовуватися метроном або так званий «клік-трек» (аудіодоріжка, спеціально створена для синхронізації інструментів, або аудіо та відео). Якщо запис «наживо» вимагає наявності декількох музикантів, то за допомогою овердаббінгу композиція будь-якої складності може бути записаною навіть однією людиною. Поширений також «гібридний» підхід, коли більша частина пісні записується колективом разом, але після цього накладаються додаткові доріжки: партії інших музикантів, ефекти, вокальні гармонії тощо.